# Caloocan
Caloocan je město na Filipínách, které leží v regionu Metro Manila. V roce 2020 zde žilo přibližně 1,66 milionu obyvatel, čímž šlo o čtvrté nejlidnatější filipínské město. V roce 1949 byla část města odtržena a připojena k nově vzniklému městu Quezon City. Město je fakticky rozděleno na dvě části, a to na severní část a na jižní část.
Jižní část města sousedí s Quezon City, s filipínským hlavním městem Manilou a dále s městy Malabon, Navotas a Valenzuela. Severní část města Caloocan sousedí s Quezon City, Valenzuelou, San Jose del Monte, Rodriguez, Meycauayan a Marilao. Převažujícím jazykem ve městě je tagalog. Ve městě sídlí dvě katolické diecéze, jednou z nich je Diecéze Kalookan.